# Clytie omana
Clytie omana is een vlinder uit de familie spinneruilen (Erebidae). De wetenschappelijke naam is voor het eerst geldig gepubliceerd in 1975 door Wiltshire.
De soort komt voor in tropisch Afrika.